# Сибирска леди Магбет
Сибирска леди Магбет је југословенско-пољски црно-бели филм снимљен 1962. у режији Анджеја Вајде. Представља адаптацију приповетке Леди Магбет Мценског округа руског писца Николаја Лескова, која је, пак, настала инспирисана Шекспировом трагедијом Магбет.

## Радња
Радња је смештена у провинцијско село у царској Русији, и приказује како супруга локалног племића (Оливера Марковић) започиње забрањену љубавну везу са кметом (Љуба Тадић). Оваква недозвољена веза проузрокује крвопролиће.

## Улоге
| Глумац                 | Улога                                 |
| ---------------------- | ------------------------------------- |
| Оливера Марковић       | Катарина Исмаилов / Леди Магбет       |
| Љуба Тадић             | Сергеј                                |
| Капиталина Ерић        |                                       |
| Бојан Ступица          | Исмаилов                              |
| Миодраг Лазаревић      | Зиновиј Исмаилов (као Миле Лазаревић) |
| Бранка Петрић          | Танте                                 |
| Ингрид Лотариус        | Сонетка                               |
| Драгомир Бојанић Гидра | (као Драгомир Гидра Бојанић )         |
| Станко Буханац         |                                       |
| Станислав Голднер      |                                       |

Остале улоге ▼
| Глумац                   | Улога                   |
| ------------------------ | ----------------------- |
| Јован Јанићијевић Бурдуш | (као Јован Јанићијевић) |
| Бошко Кузмановић         |                         |
| Милорад Лазовић          |                         |
| Борисав Милановић        |                         |
| Милан Мозинић            | Феђа, дечак             |
| Снежана Никшић           | (као Боба Никшић)       |
| Павле Песикан            |                         |
| Растко Тадић             |                         |